# Mitredon
Mitredon es un género extinto de sinápsidos no mamíferos terápsidos del suborden de los cinodontos que vivieron durante el periodo Triásico superior. Sus restos fósiles, un dentario incompleto izquierdo, se han hallado en la Formación Fleming Fjord, Groenlandia. La especie tipo es Mitredon cromptoni.